# Amerila fumida
Amerila fumida är en fjärilsart som beskrevs av Swinhoe. Amerila fumida ingår i släktet Amerila och familjen björnspinnare. Inga underarter finns listade i Catalogue of Life.